# Водный (Апанасенковский район)
Во́дный — посёлок в Апанасенковском муниципальном округе Ставропольского края России.

## География
Посёлок Водный расположен на слабоволнистой равнине с общим уклоном к реке Айгурка, протекающей к югу от населённого пункта. Поблизости находятся посёлки Хлебный и Айгурский. Расстояние по прямой от Водного до краевого центра составляет 130 км, до центра округа — 24 км.
По центру населённого пункта пролегает глубокая балка, в которую стекают ручьи, а также дождевые и талые снеговые воды. Через балку перекинуты несколько мостов.
Климат
Климат характеризуется континентальностью. Максимальная температура воздуха — 42°С, минимальная — 35°С. Среднегодовое количество осадков — 300—370 мм. Господствующие ветры — восточные и западные.

## Варианты названия
Прежде посёлок носил название Воровский (также Воровской, им. Воровского). С вхождением в совхоз № 20 населённый пункт стал именоваться Первой фермой совхоза «Айгурский» (также Ферма № 1 совхоза № 20 Айгурский). Название Первая ферма местные старожилы продолжают использовать и после переименования посёлка в Водный.

## История
На 1 октября 1926 года хутор Воровский входил в Вознесенский сельсовет Дивенского района Ставропольского округа Северо-Кавказского края с центром в селе Вознесеновское:260. По данным переписи, в 57 дворах хутора проживали 345 человек (178 мужчин, 167 женщин). Из них 235 были украинцами, 110 — великороссами:260.
В 1932 году земли бывших арендаторов и заводчиков с хуторами Вольный, им. Воровского, Харитоновский и Черниговский отошли совхозу № 20 «Айгурский», созданному при разукрупнении овцесовхоза № 11 «Советское Руно» (Виноделенский район):251. Из указанных хуторов образовались центральная усадьба (х. Харитоновский) и 3 фермы (1-я — х. им. Воровского, 2-я — Черниговский, 3-я — х. Вольный).

Основными направлениями сельскохозяйственного производства в совхозе «Айгурский», созданном на базе совхоза № 20, были животноводство и полеводство. Засушливый климат не благоприятствовал садоводству и огородничеству. Основная масса скота принадлежала совхозу. Вся пашня также находилась в государственной (совхозной) собственности. Разводили овец, крупный рогатый скот, свиней. Выращивали пшеницу, ячмень и другие культуры. Несмотря на появление в 30-е гг. некоторых видов техники, большинство работ выполнялось вручную.— История городов и сёл Ставрополья
По данным 1939 года, посёлок находился в административном подчинении Айгурского сельсовета. На карте Генштаба Красной армии 1942 года в посёлке им. Воровского 17 дворов.
В 1964 году Указом Президиума ВС РСФСР посёлок Первая ферма совхоза «Айгурский» был переименован в Водный. На 1 марта 1966 года посёлок числился в составе Айгурского сельсовета Апанасенковского района Ставропольского края с центром в посёлке Айгурском:8.
К середине 1960-х годов Водный был обеспечен электроэнергией и водоснабжением. На карте Генштаба ВС СССР 1978 года издания в посёлке указан 141 двор, отмечены школа и кладбище.
В 2000-х годах, из-за сокращения числа рабочих мест на сельхозпредприятии «Айгурский» (бывший совхоз № 20 «Айгурский») и проблем с трудоустройством, часть жителей Водного была вынуждена уехать (многие из них, в частности, переселились в город Михайловск).
На конец 2013 года в населённом пункте существовали общеобразовательная школа, детский сад, Дом культуры, магазин, котельная. В 2017 году, по данным администрации сельсовета, Водный состоял из 100 дворов (в том числе 19 нежилых), население посёлка насчитывало 351 жителя. Имелось центральное газо- и водоснабжение.

До недавнего времени в посёлке работали два частных магазина, но один из них закрылся. В другом можно приобрести многие товары повседневного спроса. Дом культуры здесь действует до сих пор. Когда-то функционировали детский сад, начальная школа, совхозная контора отделения № 2. Об их наличии сегодня напоминают разрушенные стены зданий. Вообще в посёлке много развалин. Они — на каждой улице, впрочем, как и пустующие дома… На весь посёлок всего лишь в трёх домах установлен стационарный телефон, поэтому о кабельном Интернете нет и речи. Оказаться во «всемирной паутине» можно только через сотовую связь. — Золотарёва Г. Посёлок Водный: будни без прикрас
В 2020 году в Водном, в рамках государственной программы благоустройства сельских поселений, было установлено несколько десятков уличных фонарей для освещения 95 дворов посёлка.
До 16 марта 2020 года посёлок входил в упразднённый Айгурский сельсовет.

## Население
| 1989 | 2002 | 2010 | 2014 |
| ---- | ---- | ---- | ---- |
| 359  | ↗390 | ↘359 | ↘300 |

По данным переписи 2002 года в национальной структуре населения русские составляют 69 %.

## Инфраструктура
В посёлке 6 улиц — Апанасенко, Гагарина, Каменная, Комарова, Пушкина и Садовая. За улицей Комарова расположено общественное открытое кладбище площадью 12 тыс. м².